# Juan Manuel Restrepo
Juan Manuel Restrepo (Medellín, Colòmbia, 26 de setembre del 1997) és un actor de televisió colombià. Ha participat en diverses sèries i telenovel·les de reconeixement internacional com Pasión de Gavilanes o la Reina del Flow.

## Carrera professional
Restrepo va debutar en la televisió amb la sèrie de Nickelodeon, Chica vampiro (2013). Des de llavors ha participat en diverses sèries i telenovel·les de diferents cadenes de televisió com La vídua negra (2014), Reina de corazones (2014), Quien mató a Patricia Soler? (2015), Un bandido honrado (2019). Encara que és majorment conegut per participar en la sèrie produïda per Caracol Televisión i distribuïda per Netflix, La reina del flow (2018–2021). On va interpretar inicialment a la versió jove i en flashbacks del personatge Charly Cruz, més conegut com Charly Flow, personatge interpretat originalment per Carlos Torres i a Erick Cruz, fill de Charly i Yeimy, aquesta última interpretada per Carolina Ramírez.
Va obtenir un rol principal en la sèrie de Caracol i que igualment és distribuïda per Netflix, Els Briceño (2019). A més es va integrar al ventall principal de la segona temporada de la telenovel·la, Pasión de Gavilanes (2022), interpretant a León Reyes Elizondo (un dels 3 fills de Norma i Juan). I posteriorment va participar en la primera temporada de la sèrie de Prime Vídeo, Primat (2022).